# Voeltzkowia
Voeltzkowia — рід сцинкоподібних ящірок родини сцинкових (Scincidae). Представники цього роду є ендеміками Мадагаскару. Рід названий на честь німецького зоолога Альфреда Фьольтцкова.

## Види
Рід Voeltzkowia нараховує 3 види:
- Voeltzkowia mira Boettger, 1893
- Voeltzkowia mobydick (Miralles et al., 2012)
- Voeltzkowia yamagishii (Sakata & Hikida, 2003)